# Filip Dvořák
Filip Dvořák (* 30. července 1988 Praha) je český rychlostní kanoista.
Společně s Jaroslavem Radoněm se v roce 2012 v Záhřebu stal mistrem Evropy v závodě C2 na 500 m. Startoval s ním i v závodě C2 na 1000 m na Letních olympijských hrách 2012 v Londýně, kde skončili na páté příčce. Z Letní univerziády 2013 si odvezli tři stříbrné medaile. V kilometrovém závodě na Letních olympijských hrách 2016 v Rui de Janeiru se umístili na sedmém místě.
Jeho otec Libor Dvořák byl rovněž kanoistickým reprezentantem, na LOH 1980 v Moskvě dosáhl v závodě C1 1000 m čtvrtého místa.